# 澤田平
澤田 平（さわだ たいら、1935年 - ）は日本の鑑定士。甲冑・古式銃、 和時計、 からくり細工が専門。『開運!なんでも鑑定団』（テレビ東京系列）へ出演。

## 経歴
堺鉄砲研究会主宰。